# Chilkat
Chilkat (Jilkaat Kwáan).- Najsnažnije pleme Tlingit Indijanaca, porodice Koluschan, naseljeno u 19. stoljeću na sjevernoj obali Lynn Canala u Aljaski. Godine 1880. pleme ima oko 1,000 duša, točnije 988, a živjeli su u četiri sela: Klukwan, na Chilcat Riveru, koje je imalo 565 stanovnika i 65 kuća. Drugo selo Katkwaltu imalo je 8 kuća i 125 stanovnika. Selo Chilkoot s 8 kuća i 127 stanovnika, naalzilo se na sjevernom rukavcu (North Arm) Lynn Canala. Posljednje selo Yendestake, 16 kuća i 171 stanovnik. 
Pleme Chilkat najpoznatije je po svojim chilkat-pokrivačima, koji na tržištu postižu veoma visoke cijene. Organizirani su po klanovima i dualnim polovicama Raven i Wolf/Eagle. Fratrija Raven ili Gavran, sastoji se od 4 klana: Gaanaxteidí, Lukaax.ádi, Naach'ooneidí i Noowshaka.aayí. U Fratriji Wolf/Eagle nalazimo 3 klana, i to: Kaagwaantaan, Dagisdinaa i Dakl'aweidí.
Pleme Chilkoot, vjerojatno njihov ogranak ,smatra sebe zasebnim plemenom.

## Organizacija: Fratrija, klan i klanske kuće
- Fratrija Raven
  - Gaanaxteidí
    - X'áakw Hít (Freshwater Marked Sockeye House)
    - Yaay Hít (Whale House)
    - X'aak Hít (Gully or Ravine H.)
    - Kutis' Hít (Looking Out H.)
    - Xíxch'i Hít (Frog H.)
    - Ishka Hít (House On The Salmon Hole In The River)

  - Lukaax.ádi
  - Naach'ooneidí
  - Noowshaka.aayí
- Fratrija Wolf/Eagle
  - Kaagwaantaan
    - Gooch Hít (Wolf H.)
    - Kéet Hít (Killer Whale House)
    - Ligooshi Hít (Killer Whale Dorsal Fin House)

  - Dagisdinaa
    - Xeitl Hít (Thunderbird H.)
    - Shis'gi Hít (Sapling House)

  - Dakl'aweidí
    - Ch'eet Hít (Murrelet House)
    - Tleilu Hít (Moth House)
    - Kéet Gooshi Hít (Killer Whale Dorsal Fin House)
    - Kéet Kwáani Hít (Killer Whale People House)
    - Kéet L'oót'i Hít (Killer Whale Tongue House)
    - Kéet Déx'i Hít (Killer Whale Backbone H.)

## Sela
- Chilkoot, na sjeveroistočnom rukavcu Lynn Canala.
- Deshu, Lynn Canal.
- Dyea, na mjestu suvremenog Dyea.
- Katkwaahltu, na Chilkat Riveru, oko 6 milja od ušća.
- Klukwan na Chilkat Riveru 20 milja od njenog ušća.
- Skagway na mjestu suvremenog Skagwaya, Lynn Canal.
- Yendestake, ušće Chilkat Rivera.
- Gonaho, ušće Alsek Rivera.
- Hehl, na Behm Canalu.